# کازاک (فیلم ۱۹۲۸)
کازاک (انگلیسی: The Cossacks) فیلمی در ژانر درام به کارگردانی جورج دبلیو هیل و کلارنس براون است که در سال ۱۹۲۸ منتشر شد. از بازیگران آن می‌توان به جان گیلبرت، پال هرست، دیل فولر، ماری آلدن، و لو کاستلو اشاره کرد.